# São Miguel do Guaporé
São Miguel do Guaporé é um município brasileiro do estado de Rondônia. Localiza-se a uma latitude 11º41'37" sul e a uma longitude 62º42'41" oeste, estando a uma altitude de 205 metros. Sua população estimada pelo Censo 2010 é de 21.828 habitantes.
Possui uma área de  7814,95 km².

## História
Em 16 de junho de 1984 reuniram-se várias pessoas com o Dr. João Bosco, executor do Projeto de Colonização Bom Princípio, para tratarem da criação de um patrimônio às margens da BR-429, que liga Costa Marques à BR-364, O INCRA doou uma área de 350 hectares, à altura do km 125, para formação do novo patrimônio. O nome de São Miguel surgiu do rio São Miguel, que fica próximo do local, e segundo informações dos habitantes o lugar chegou a ser chamado de São Miguel do Oeste.
A população lutava pela emancipação, quando no dia 6 de outubro de 1987, à noite, houve uma reunião das lideranças do lugarejo, com a participação do delegado do IBGE em Rondônia, Gerino Alves, e do chefe de gabinete do deputado Reditário Cassol, para definição dos limites do futuro município e escolha do nome. O delegado do IBGE explicou que São Miguel do Oeste não poderia ser usado, porque já existia outro município com esse nome e a lei não permitiria a criação de nova unidade político-administrativa com a mesma denominação. Sugeriu que se usasse a expressão do Guaporé, porque o rio São Miguel era um dos mais importantes afluentes do rio Guaporé. A sugestão foi aceita e o processo de emancipação tramitou na Assembleia Legislativa do Estado de Rondônia com o nome de São Miguel do Guaporé.
O município foi criado com o nome de São Miguel do Guaporé no dia 6 de julho de 1988, através da Lei nº 206, assinada pelo governador Jerônimo Garcia de Santana, com área desmembrada do Município de Costa Marques, foi revogada a Lei nº 200, de 7 de junho de 1978. 
Desmembrado do Município de Costa Marques, São Miguel tem um distrito denominado Santana do Guaporé, á 26 Km da sua sede. O município encontra-se localizado na parte centro-oeste do Estado de Rondônia, limitando-se com os municípios de Alvorada D`Oeste, Mirante da Serra, Governador Jorge Teixeira, Costa Marques, Alta Floresta, Nova Brasilândia D`Oeste, Guajará Mirim e Seringueiras, distando-se aproximadamente 540 quilômetros da Capital do Estado. (informação Prefeitura Municipal de São Miguel do Guaporé/RO - Secretaria Municipal Planejamento).